# Muara Cuban
Muara Cuban is een bestuurslaag in het regentschap Sarolangun van de provincie Jambi, Indonesië. Muara Cuban telt 933 inwoners (volkstelling 2010).